# Bauernhof bei Ballymeanach
Der Bauernhof liegt isoliert etwa 300 m westlich der Siedlung Ballymeanach auf der schottischen Hebrideninsel Islay. Die nächste größere Ortschaft ist das etwa einen Kilometer südlich gelegene Portnahaven. 1971 wurde der Bauernhof in die schottischen Denkmallisten in der Kategorie B aufgenommen.

## Beschreibung
Das ehemalige Bauernhaus entspricht nicht der inseltypischen Bauweise. Während Historic Scotland es architektonisch der Bauweise in den Highlands entlehnt sieht, sieht die Royal Commission on the Ancient and Historical Monuments of Scotland darin den auf der Insel Skye üblichen Stil. Das Gebäude wurde im 18. Jahrhundert aus Bruchstein erbaut. Es ist einstöckig und schließt mit einem reetgedeckten Satteldach ab. Der Innenraum ist in zwei Räume unterteilt. An den Giebeln sind die üblichen Kamine zu finden.
Heute ist das Haus in einem ruinösen Zustand. Die Außenmauern sind noch großteils erhalten, das Dach jedoch eingebrochen. Das Gebäude gehört einem Landwirt namens Ferguson, der es zum Einlagern von Heu nutzt. Wann das Haus verlassen wurde und verfiel, ist nicht verzeichnet.